# Sainte-Anne-des-Monts
Sainte-Anne-des-Monts est une ville canadienne au Québec, chef-lieu de la MRC de La Haute-Gaspésie, dans la région de la Gaspésie–Îles-de-la-Madeleine. Elle est établie sur la rive droite de l'estuaire du fleuve Saint-Laurent.
La municipalité est née de la fusion de l'ancienne municipalité de Sainte-Anne-des-Monts avec celle de Tourelle le 2 février 2000. Le recensement de 2011 y dénombre 6 933 habitants, la plaçant au troisième rang des villes de la Gaspésie derrière les villes de Gaspé et Chandler.

## Toponymie
Le nom de la municipalité tire ses origines de la dénomination de la seigneurie de Sainte-Anne-des-Monts, concédée à Denis Riverin en 1688 dans le but d'y installer un poste de pêche sédentaire. Le site de la seigneurie est décrit géographiquement comme étant « à la rivière Ste-Anne scituée au commencement des Monts Nostre-Dame ». Le nom de la rivière, lui, apparaît pour la première fois sur une carte réalisée en 1709 par Gédéon de Catalogne sous la forme de « R St Anne ». La paroisse prend ce nom en 1815 avant son érection canonique sous la même dénomination en 1863, nom qui est aussi repris par le bureau de poste en 1853 et la municipalité lors de sa création en 1855.
L'ajout d'un élément hagionymique au nom de la ville provient de l'abbé Jean-Baptiste Sasseville de Sainte-Anne-de-la-Pocatière, mais ne doit pas être relié au lieu de naissance de ce religieux, car la rivière portait déjà le nom de Sainte-Anne au XVIIe siècle. L'ajout de l'élément « des-Monts » est, lui, relié à la présence des monts Chic-Chocs et Notre-Dame, situés au sud de la ville. Selon la Commission de toponymie du Québec, une autre hypothèse concernant l'élément « des-Monts » est reliée à Pierre Dugua de Mons, fondateur d'une première colonie acadienne.
À la suite de la fusion avec la municipalité de Tourelle en 2000, la ville prend temporairement le nom de Sainte-Anne-des-Monts–Tourelle avant de reprendre l'appellation de Sainte-Anne-des-Monts en février 2001.

## Géographie
Sainte-Anne-des-Monts est située sur la rive sud de l'estuaire du fleuve Saint-Laurent à 500 km au nord-est de Québec et à 200 km à l'ouest de Gaspé. La municipalité fait partie de la municipalité régionale de comté de La Haute-Gaspésie dans la région administrative de la Gaspésie–Îles-de-la-Madeleine

## Histoire

### Développement de la seigneurie
En 1662, Denys de La Ronde reçut en concession, au nom de ses fils, la seigneurie de Bon-Port, c'est-à-dire de la rivière Sainte-Anne-des-Monts, et de la Bonne-Pêche, qui correspond à la Petite Rivière Sainte-Anne-des-Monts, mais il ne la mit jamais en valeur. Le 26 novembre 1688, la seigneurie fut concédée à Denis Riverin, qui y établit une pêche au saumon.
En 1835, John Le Boutillier et François Buteau, qui avaient acquis la seigneurie de Sainte-Anne-des-Monts, y établirent un établissement de pêche à la morue. C'est ainsi que les premières familles commencèrent à arriver, surtout en provenance de la Côte-du-Sud. Leur nombre passa de 35 en 1835 à 120 en 1865.
En 1872, la propriété de la seigneurie fut transférée au fils de John Le Boutillier, Horatio, puis, en 1903, à Arthur Spence Noble.

### Développement de la municipalité

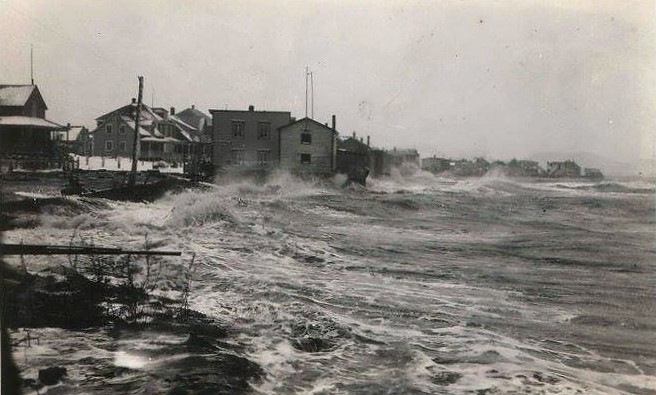
Raz-de-marée à Sainte-Anne-des-Monts le 23 décembre 1934.

Le 2 mars 1846, la Corporation municipale de Sainte-Anne-des-Monts–Cap-Chat fut fondée et Jean-Baptiste Sasseville en devint le premier maire. En 1859, les limites municipales furent étendues vers l'est jusqu'à Madeleine-Centre.
En 1924, la municipalité de Sainte-Anne-des-Monts fut divisée pour la création des municipalités de Saint-Joachim-de-Tourelle, de Saint-Martial-de-la-Martre et de Duchesnay, plus tard Rivière-à-Claude. En 2000, ces municipalités sont fusionnées pour créer la ville de Sainte-Anne-des-Monts actuelle.

### Développement de la paroisse catholique
En 1836, la première chapelle fut construite. En 1863, la paroisse catholique de Sainte-Anne-des-Monts fut érigée canoniquement. En 1925, une église fut bâtie. En 1938, elle fut incendiée, puis, reconstruite l'année suivante.
Au XXe siècle, les pèlerinages lors de la fête de sainte Anne étaient très populaires.

## Démographie

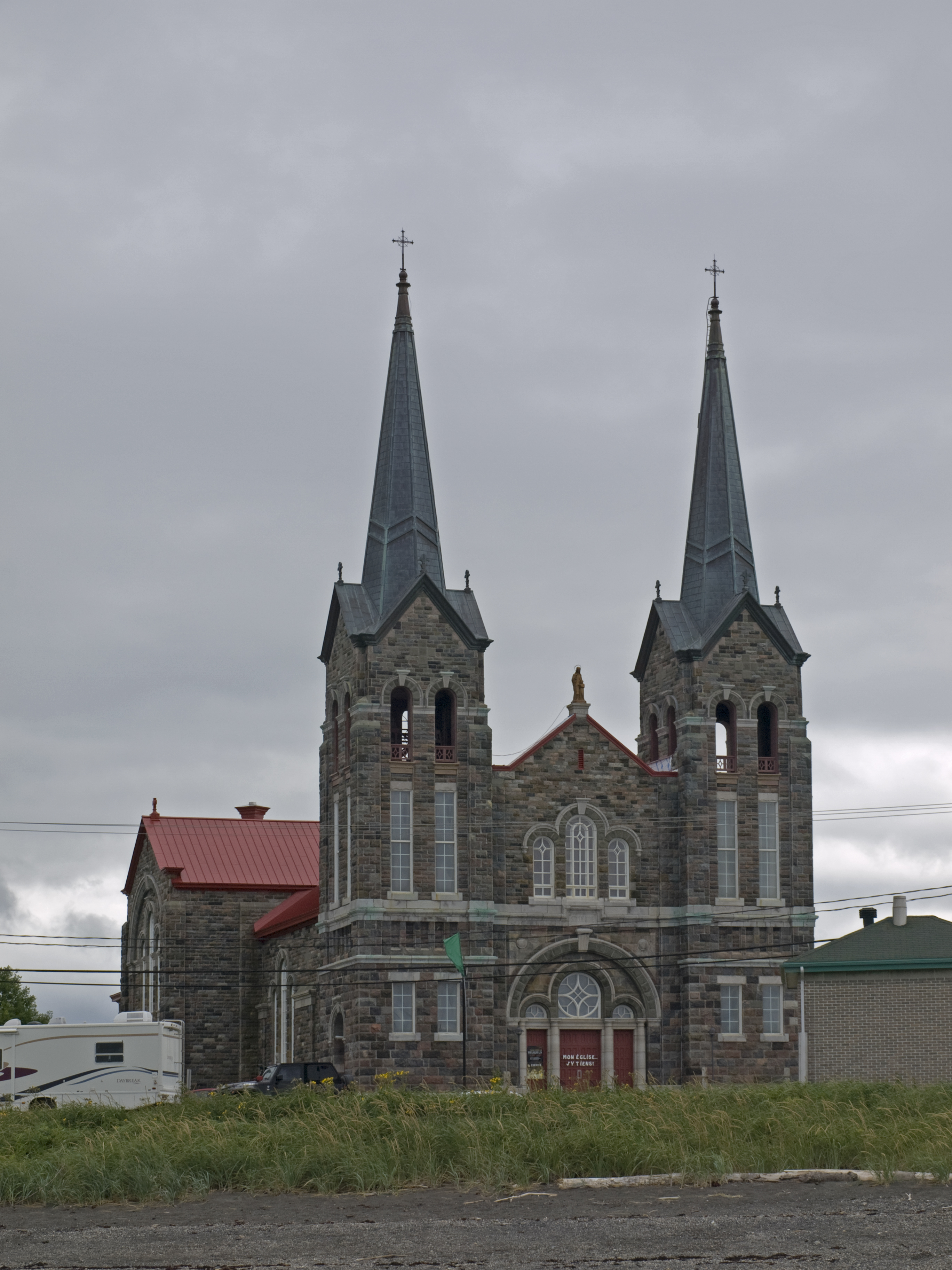
Église de Sainte-Anne-des-Monts.

| 1991  | 1996  | 2001  | 2006  | 2011  | 2016  | 2021  |
| ----- | ----- | ----- | ----- | ----- | ----- | ----- |
| 5 652 | 5 617 | 6 835 | 6 772 | 6 933 | 6 437 | 6 121 |

## Administration
Les élections municipales se font en bloc et suivant un découpage de six districts.
| Sainte-Anne-des-Monts Maires depuis 2001                                                                             |                     |                         |          |
| Élection | Maire               | Qualité                 | Résultat |
| 2005 | Micheline Pelletier | Décédée en fonction     | Voir     |
| 2009 | Micheline Pelletier | Décédée en fonction     | Voir     |
| 2013 | Micheline Pelletier | Décédée en fonction     | Voir     |
| 2016 | Simon Deschênes     | Maire suppléant en 2016 | Voir     |
| 2017 | Simon Deschênes     | Maire suppléant en 2016 | Voir     |
| 2021 | Simon Deschênes     | Maire suppléant en 2016 | Voir     |
| Élection partielle en italique Depuis 2005, les élections sont simultanées dans toutes les municipalités québécoises |                     |                         |          |

## Transports

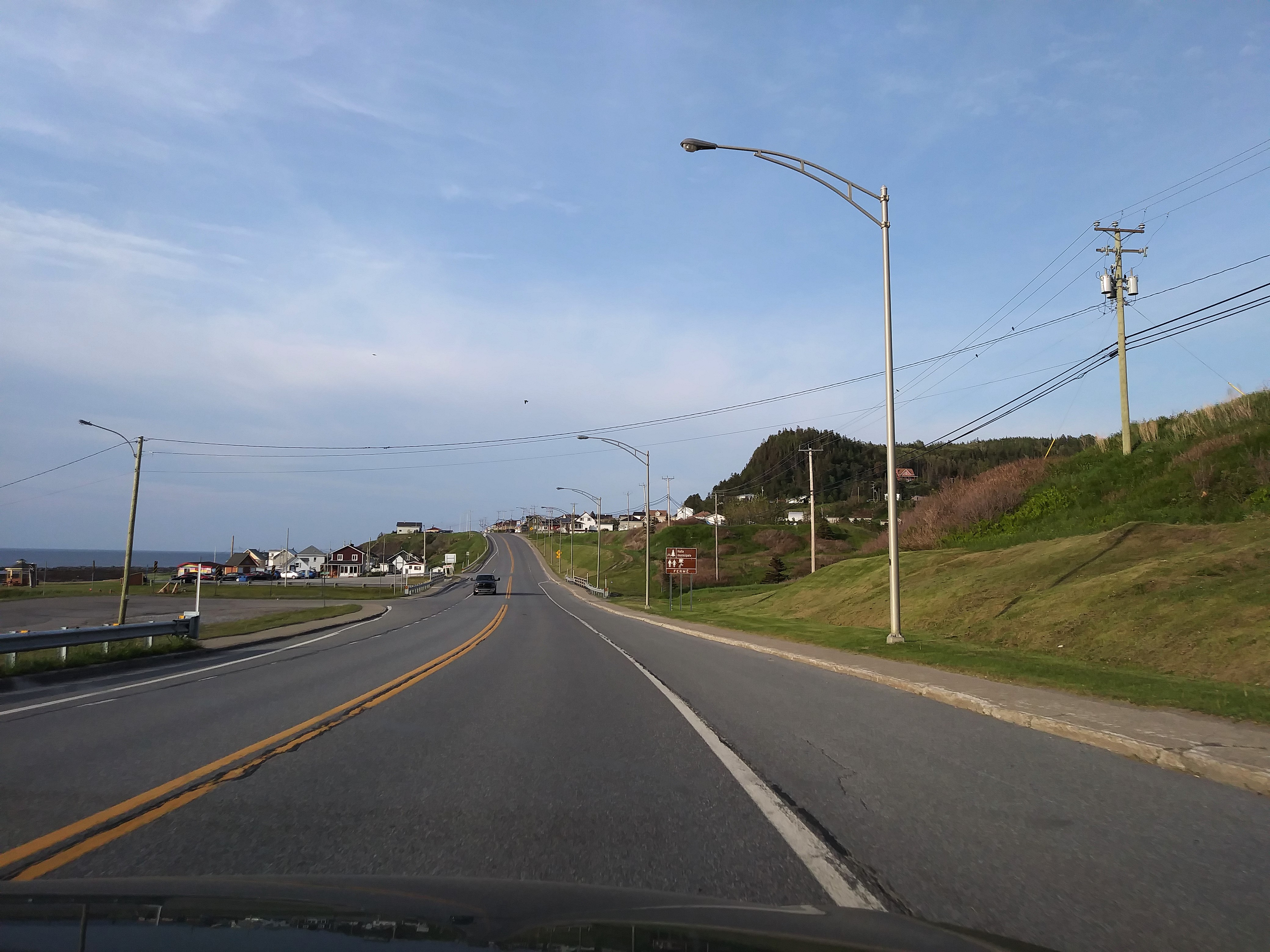
Boulevard Perron à Sainte-Anne-des-Monts en 2020.

La ville est stratégiquement située à la jonction de la route 132, qui effectue une boucle tout autour de la péninsule gaspésienne, et la route 299, communément appelée la « Route du Parc », qui relie Sainte-Anne-des-Monts à New Richmond, en traversant complètement la Gaspésie par les terres. La route 299 donne aussi accès au Parc national de la Gaspésie
Le gouvernement fédéral y administre un quai, près duquel on retrouve aussi un port pour bateaux de plaisance. Une piste d'atterrissage se trouve aussi un peu à l'écart de la ville. La ville n'est pas desservie par le transport ferroviaire.
La municipalité de Sainte-Anne-des-Monts est au cœur du transport collectif et adapté de la Haute-Gaspésie : en effet, la grande majorité des déplacements de Transport Sans Frontière y est effectuée.

## Services

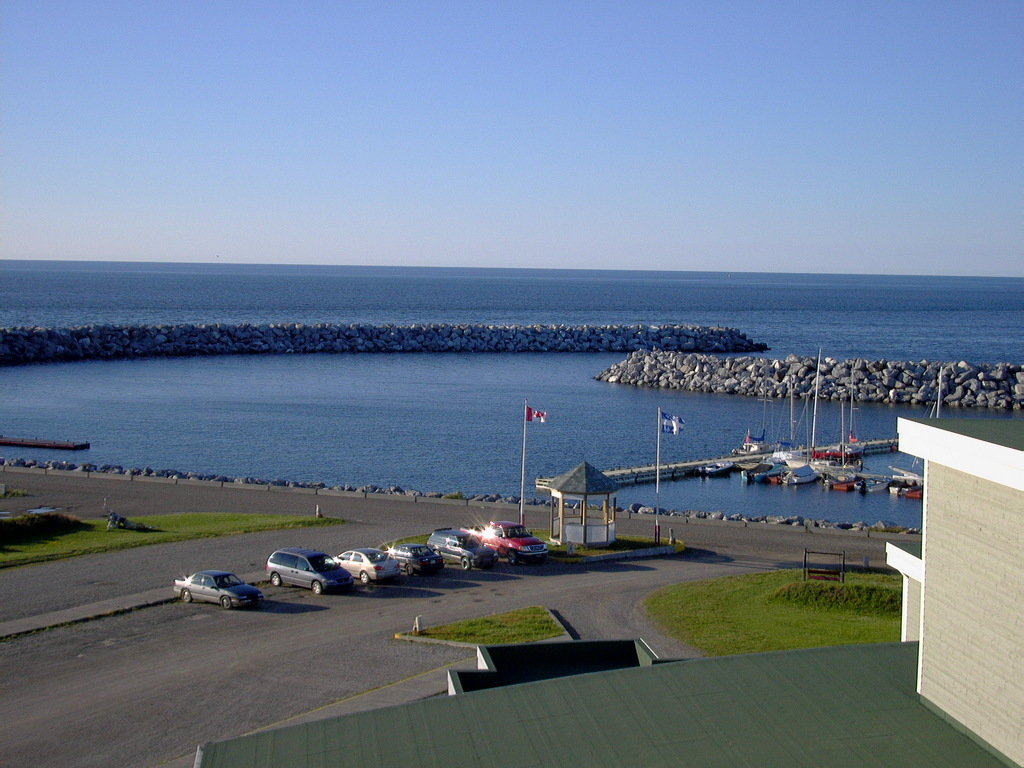
Marina de Sainte-Anne-des-Monts.

En raison de sa taille, la ville est un pôle dans cette région peu peuplée. On y retrouve un hôpital ainsi qu'un CLSC, deux écoles primaires et une école secondaire, un poste de police de la Sûreté du Québec, un palais de justice, un centre culturel avec salle de spectacles et bibliothèque ainsi que quelques bureaux et services gouvernementaux reliés à la faune et à la pêche. Le cégep de Matane, dans la ville du même nom, à quelque 90 kilomètres de Sainte-Anne-des-Monts, y maintient un petit campus. La Commission scolaire des Chic-Chocs.
De plus, puisque la ville constitue une porte d'entrée au Parc de la Gaspésie, on y retrouve quelques motels et restaurants. Des chaînes tels que Tim Hortons, Subway et Couche-Tard y ont des succursales. La ville compte deux épiceries et deux magasins à grande surface et quelques stations-service. Il y a aussi différents commerces de meubles (Meubles Servant, meubles Vallée, Meubles Richard) et plusieurs autres entreprises familiales.
La plupart des activités institutionnelles et commerciales sont situées entre la rivière Sainte-Anne et la route du Parc, le long de la route 132.

## Tourisme

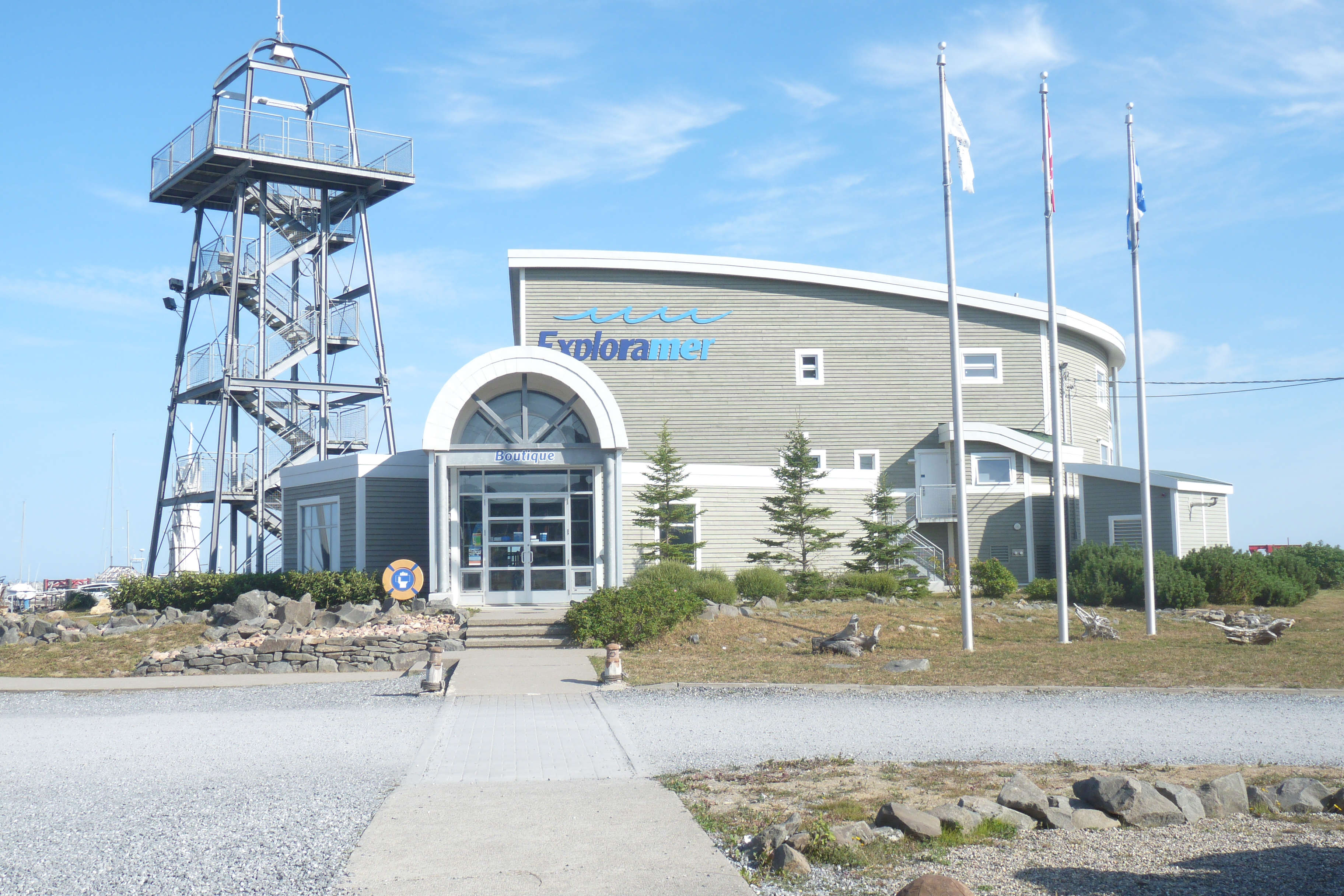
Musée-aquarium Exploramer à Sainte-Anne-des-Monts.

Le tourisme est une importante industrie locale. Le principal attrait touristique de la ville est le musée-aquarium Exploramer situé à proximité du fleuve Saint-Laurent. Ce musée est un complexe d'activités centré sur le milieu marin et les écosystèmes du fleuve Saint-Laurent, où l'on retrouve un aquarium présentant 21 bassins de poissons et d'organismes marins, des expositions thématiques sur la mer, des excursions en mer et plusieurs événements culturels.
Un autre attrait est le fait que la ville est située près du Parc national de la Gaspésie et de ses montagnes, les Monts McGerrigle et Chic-Chocs. De la ville, on peut apercevoir le panorama de cette chaîne de montagnes ainsi que le sommet du mont Jacques-Cartier, qui est le deuxième plus haut sommet du Québec.

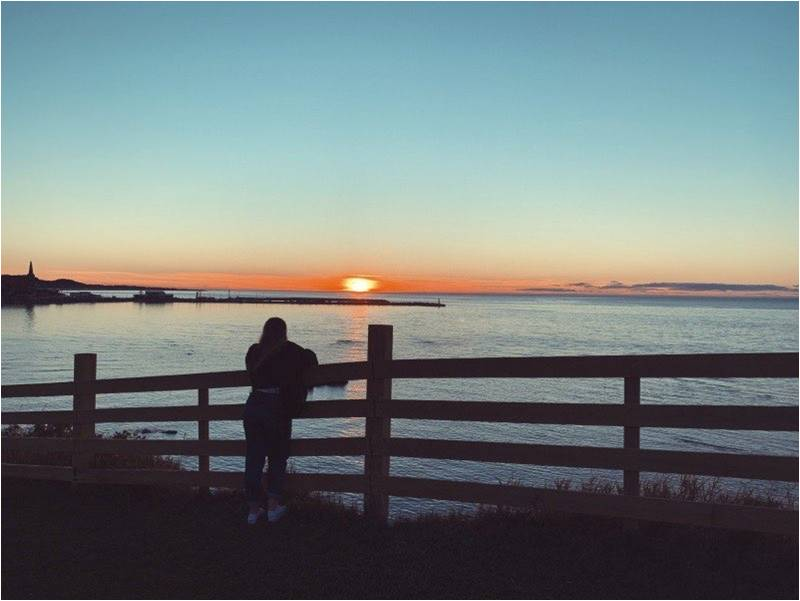
Couchée de soleil, Sainte-Anne-des-Monts, 6 septembre 2020, crédit – Magalie Brochu.

La présence du parc à proximité permet à Sainte-Anne-des-Monts d'être un lieu très prisé par les adeptes de la nature ; comme le ski de fond, ski télémark, randonnée pédestre ou équestre, parapente, kayak de mer, pêche au saumon en rivière et de la motoneige donnant accès aux sentiers balisés faisant le tour de la Gaspésie. C’est aussi dans ce Parc que les orignaux sont les plus nombreux et que l’on retrouve les seuls troupeaux de caribous au sud du fleuve Saint-Laurent.
La ville compte quelques infrastructures hôtelières pour l'accueil des touristes, en particulier une auberge de jeunesse.

## Patrimoine

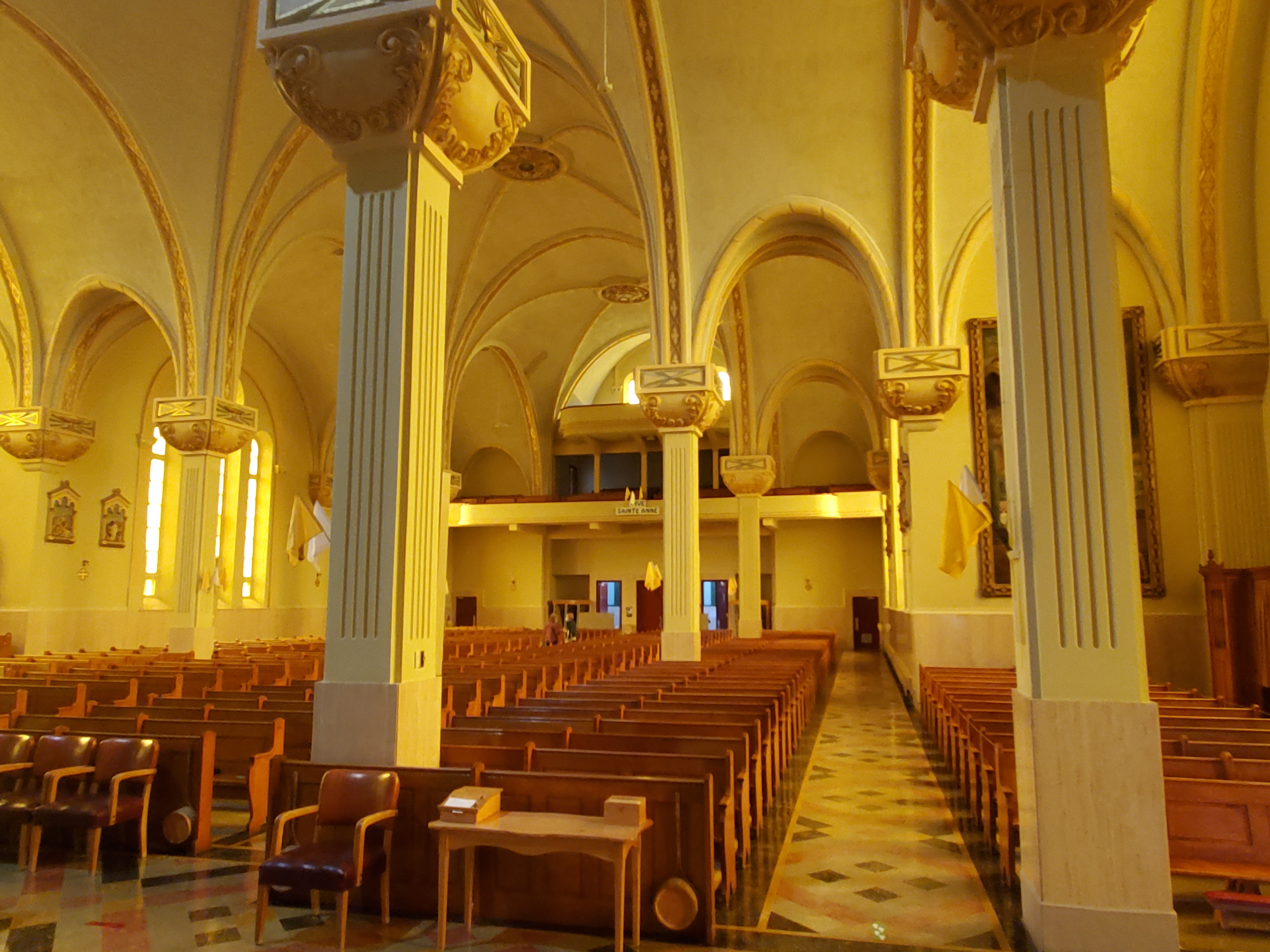
Intérieur de l'église de Sainte-Anne-des-Monts en juillet 2020.

Sainte-Anne-des-Monts comprend trois bâtiments protégés par la Loi sur les biens culturels : l'église de Sainte-Anne-des-Monts et la vieille prison de Sainte-Anne-des-Monts qui ont été citées monuments historiques par la ville ainsi que la maison Théodore-Jean-Lamontagne qui est reconnue comme monument historique par le ministère de la Culture, des Communications et de la Condition féminine,,.

## Personnalités nées à Sainte-Anne-des-Monts

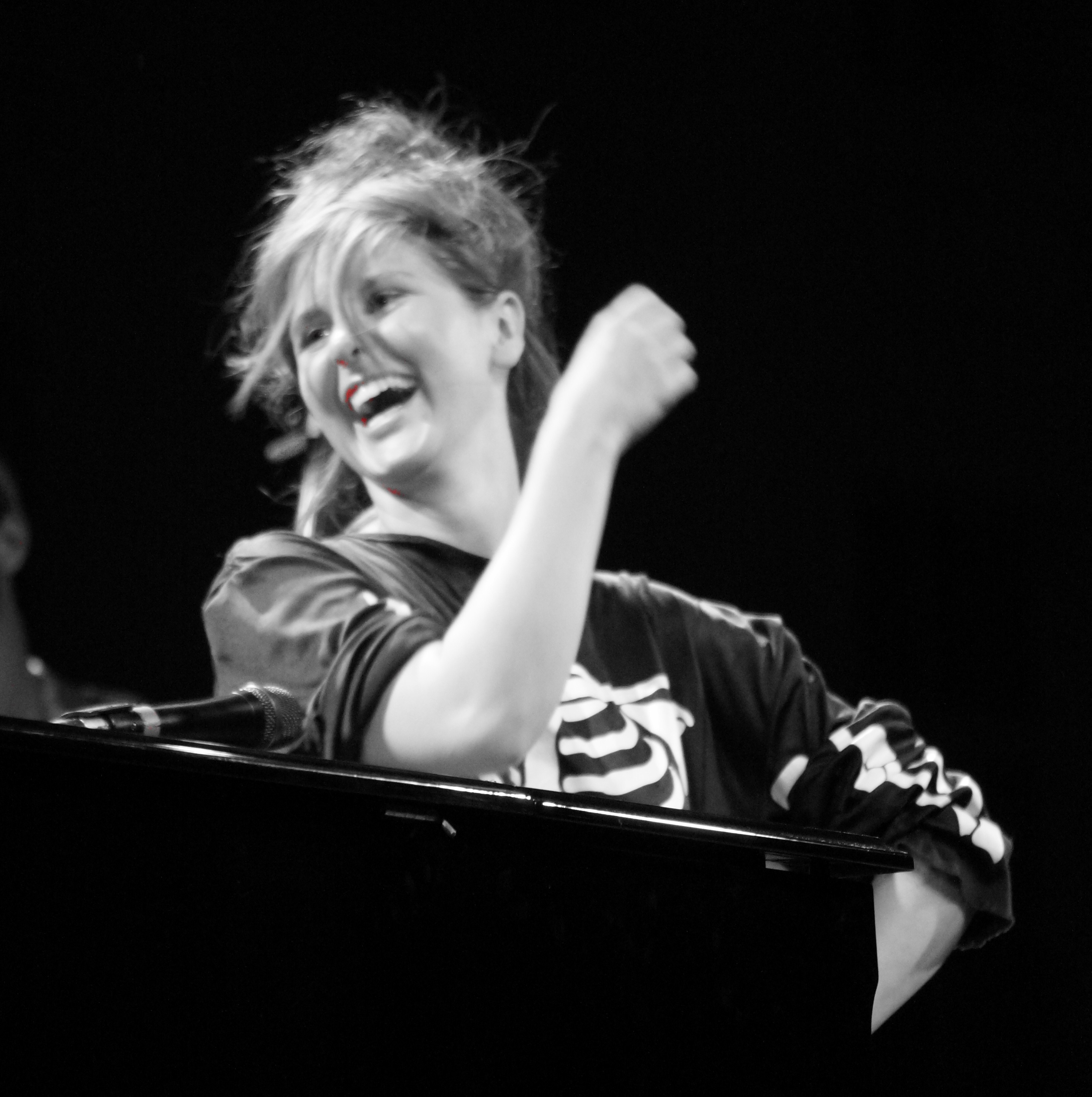
Klô Pelgag.

- Thérèse Dion (1927 - 2020), personnalité publique, femme d'affaires et animatrice de télévision, connue pour être la mère de la chanteuse Céline Dion
- Charles-Eugène Marin (1925 - 2017), médecin et homme politique
- Klô Pelgag (1990 - ), auteur-compositeur-interprète